# Illa de Madura
Madura és una illa d'Indonèsia molt a prop de les costes del nord-est de Java de la que està separada per un estret al nord de Surabaya.

## Geografia

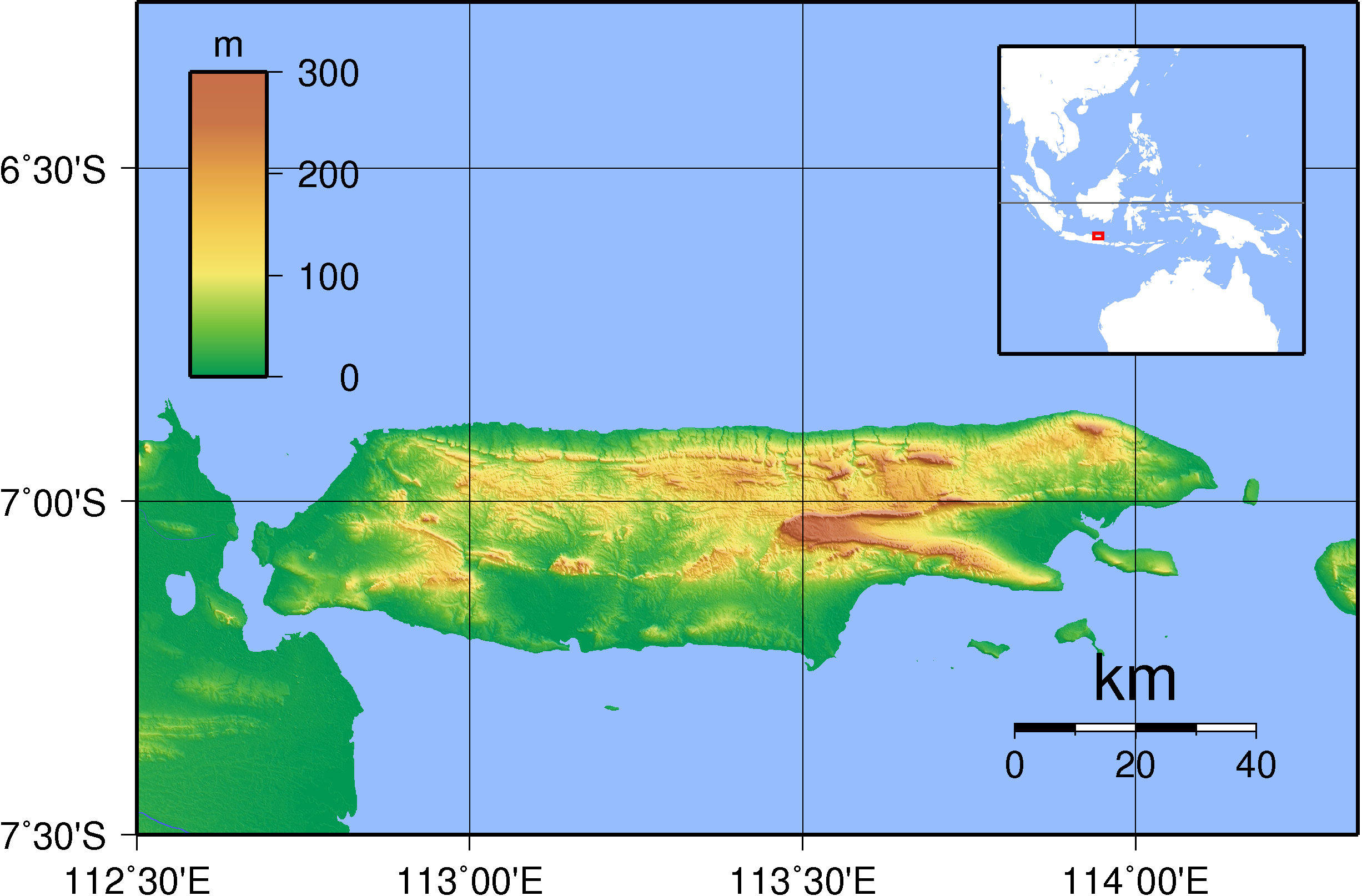
Topografia de Madura

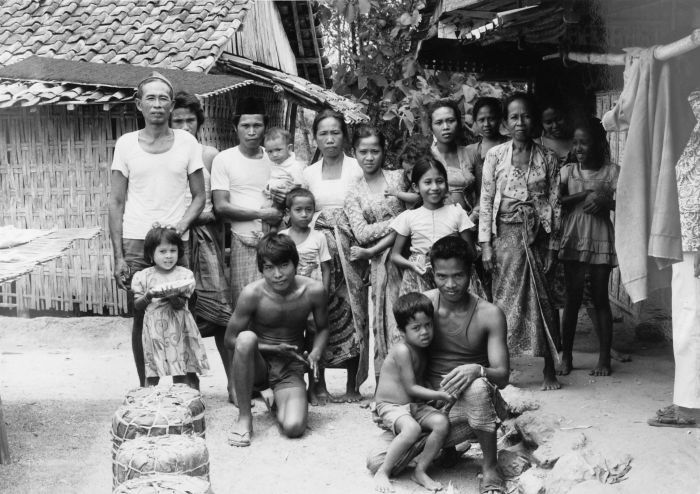
Família de maduresos a Rapa Daya

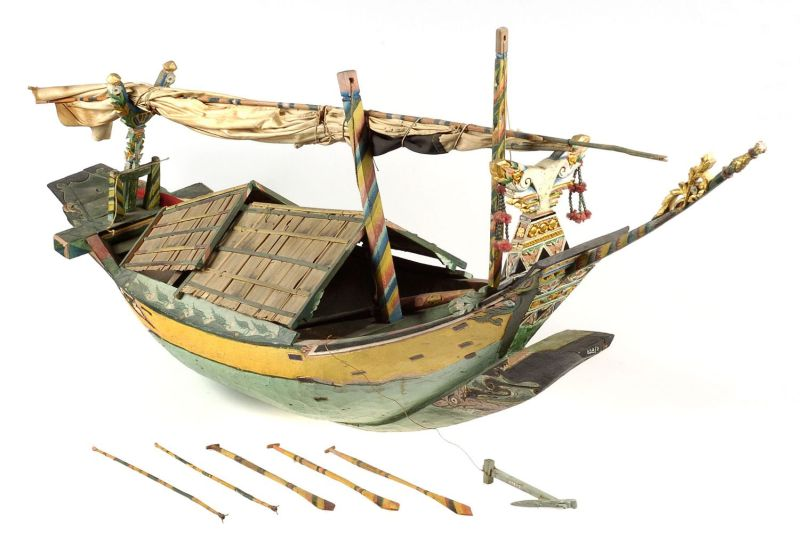
Model d'un janggolan, vaixell local.

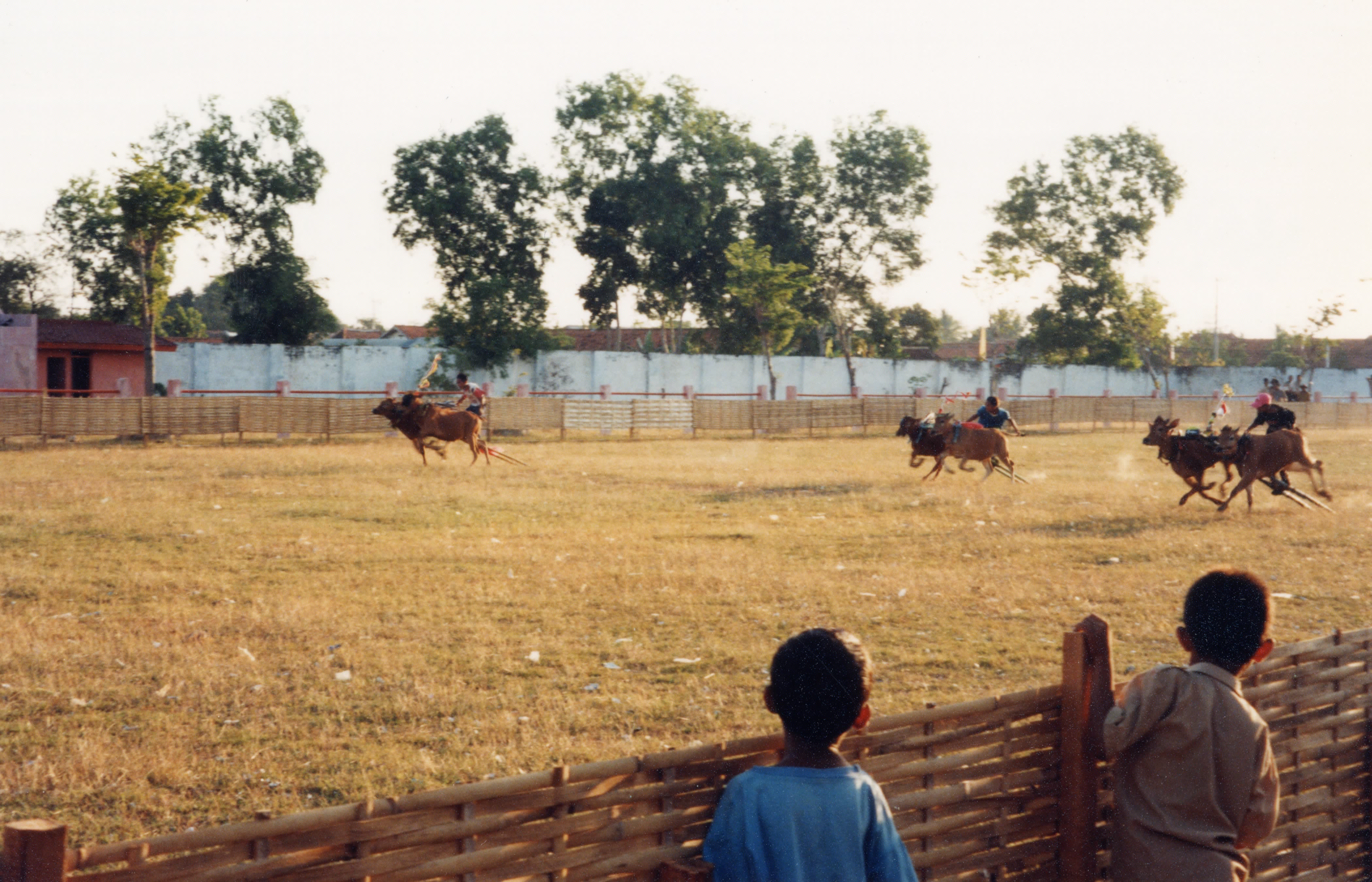
Carrera de bous típica de l'illa a Sumenep, Madura

L'illa de Madura té una superfície de 4.250 km² i una població de gairebé 4.000.000 d'habitants quasi tots musulmans. El grup ètnic predominant són els maduresos. L'idioma local principal és el and madurès, llengua que també es parla a la zona oriental de Java i a 66 illes menudes dels voltants (uns deu milions de persones).

## Economia
Madura és molt menys fèrtil i més àrida que Java i els conreus són limitats. Es practica majoritàriament l'agricultura de subsistència i la pesca a petita escala. Per aquest motiu molts maduresos emigren a altres illes. L'illa de Madura exporta sal; antigament els maduresos construïen embarcacions (leti-leti, golekan, janggolan) i comerciaven amb altres zones de l'arxipèlag i amb Singapur.

## Administració
Madura pertany administrativament a la província de Java Oriental (Jawa Timur). L'illa de Madura està dividida en quatre regències:
1. Bangkalan
2. Sampang
3. Pamekasan
4. Sumenep, inclou moltes illes menudes situades a l'est de Madura, les illes Kangean.

## Cultura
Madura és famosa per les carreres de bous que es fan a cada poble. En aquestes el bou ha de per-córrer uns 100 m en un patí de fusta tirat per dos bous. Cada carrera dura entre deu i quinze segons. La final se celebra a Pamekasan a finals de setembre o principis d'octubre.
Madura també és coneguda per les seves formes tradicionals de música (gamelan) i de teatre (topeng i loddrok). En aquestes es representen escenes del Ramayana i Mahabharata.

## Història

### Els regnes de Madura
L'illa va estar tradicionalment repartida entre dos regnes, un a l'est anomenat primer Puworejo (Purwareja), després Sumekar i finalment Sumenep i un a l'oest, amb relacions estretes amb Surabaya amb seu a Sampang i després a Bangkalan. La part central de l'illa anomenada Jambaringan i més tard Pamekasan, era una dependència de Sumenep.
El poema èpic "Nagarakertagama", escrit el 1365 en el regnat de Hayam Wuruk de Majapahit (1350-89) dona una llista de suposats tributaris del regne entre els quals Madura, Sonda o Sunda, Bali, Pahang a Malàisia, "Gurun" a les illes Moluques, Malayu a Sumatra i "Bakulapura" a Borneo. A la "Suma oriental", Tomé Pires, un apotecari portuguès que va viure a Malaca de 1512 a 1515, va escriure que Madura no era encara musulmana. La tradició diu que la conversió fou el 1528, just després de presa de Kalapa, el port del regne hinduista de Pajajaran per un príncep musulmà de Bantem el 1527.
Les llegendes locals parlen d'èpoques a les quals la història no arriba. Una d'elles diu que al regne javanès de Medang Kamulan governava Prabu Gilingwesi que tenia una filla de nom Dewi Bendoro Gung, que es va quedar prenyada. El rei va agafar un atac de còlera i va encarregar al seu ministre Patih Pragulang, de matar-la. El ministre, seguint les ordes, va portar a la princesa a la mar i la va deixar en una rait però al darrer moment no la va poder abandonar i va conduir el rait fins a una illa que fou anomenada Madura, que derivaria de madu (mel) i oro (país obert). Dewi Bendoro Gung va donar a llum més tard a un fill que fou anomenat Raden Segoro. Als tres anys Raden va trobar unes serps de mar que a través d'Empu Polleng (que no era altre que el ministre Patih Pragulang disfressat, van canviar les seves formes i van esdevenir les pusaka (herències) d'Alugoro i Nenggolo. Una vegada gran, Raden Segoro, va servir al rei de Medang, Kamolan i va aconseguir rebutjar una invasió dels xinesos. En tornar a Madura va demanar a la mare la identitat del pare; aquesta es va posar furiosa i se'n va anar a residir al bosc de Nepa que avui dia és un refugi per mones, que segons la creença local són els descendents del soldats de Raden Segoro. Nepa està al districte modern de Banyuates, a 42 km al nord de Sampang.
Una altra llegenda explica la història de Jokotole, fill de la princesa (putri) Kuning que era neta del pangeran Bukabu de Sumenep. Jokotole i son germà Jokowedi havien somiat una trobada entre Putri Kuning i el seu pare Adipoday. Viatjant a Majapahit per ajudar al seu sogre anomenat Empu Kelleng, Jokotole va trobar al seu oncle, Adirasa, que li va donar el cavall volador Si Mega i un fuet, coses ambdues que li havien estat confiades per Adipoday. La llegenda continua però el que aquí interessa és que el cavall Si Méga forma part de l'emblema regional de Sumenep i el fuet és un dels records típics de Madura i els noms Jokotole i Putri Kuning es poden trobar als ferrys que funcionen entre Surabaya i el port madurès de Kamal.
Una altra llegenda fa referència al fet que en el període de Singosari (1222 - 1292), el regent de Sumenep, Aria va gouvernar la totalitat de Madura junt amb Raden Wijaya, després d'haver ajudat al regne javanès de Majapahit a rebutjar una expedició xinesa enviada per l'emperador Kubilai Khan el 1292-1293 per castigar a aquest regne per l'execució d'un enviat xinès.
El primer rei llegendari de Sambang o Sampang fou Lambu Peteng suposat fill del rei Bra Vijaya de Majapahit i de la famosa princesa de Champa que era musulmana i un dels seus nets fou el Sunan Giri un dels nous wali ongo que van difondre l'islam per Java. Un príncep del regne de Palakaran, de nom Pratanu, fill de Pragalbo, va introduir l'islam a la cort de Sampang on el rei Aros Baya es va establir a Bangkalan i va adoptar oficialment l'islam el 1528 i l'hereu (després rei) panembahan Lemah Duwue va intentar mantenir relacions pacífiques amb Demak; es va casar amb una filla d'Adi Vijaya, sultà de Payan (1548-1582) i es van mantenir relacions matrimonials amb els sultans javanesos després que Mataram va substituir a Pajang com a poder principal el 1589.
El primer rei de Sumenep fou adipati Kangduruhan, possible fill del rei musulmà de Demak Raden Patah (+ 1518). A la caiguda final de Majapahit el 1527, Sumenep va participar en la lluita contra els regnes pagans de l'angle oriental de Java que tenien el suport del rei balinès de Gelgel (Klungkung). Els descendents de la nobles de Madura de l'oest foren influents a Mataran (si bé especialment ho foren als segles xvii i XVIII) en canvi les relacions amb el regne de Sumenep foren complicades.
El 1624 el sultà Agung de Mataram va conquerir tota l'illa Madura; la dinastia de Sumenep es va extingir; fou nomenat un governador javanès, Anga Dipa (possible príncep de Jepara). Segons la tradició aquest príncep es deia Raden Praseno, i era un net de Pratanu (el islamitzador de Madura); va governar l'illa com a feudatari de Mataram amb el títol de pangeran Cakra Adiningrat I (o Cakraningrat I) i amb capital a Sampang o a Sumenep. El va succeir el seu fill Raden Undakan (pangeran Cakra Adiningrat II o Cakraningrat II).
Després de la derrota de Makassar (Cèlebes) a mans de l'holandès Speelman el 1667 i 1669, la noblesa de Makassar i part de l'exèrcit del regne de Gowa es va refugiar a Madura i al nord de Java i es van dedicar a la pirateria. El 1670 el raden Truna Jaya, un descendent de la dinastia de Madura de l'oest (que per tant reclamava descendència dels reis de Majapahit), fou autoritzat pel susuhunam de Mataram, Amengku Rat I, a residir a Madura. El 1671, amb el suport d'uns conspiradors que projectaven ocupar el poder a Madura, es va fer amb el domini efectiu a tota de l'illa i el rei Cakra Adiningrat II o Cakraningrat II es va veure forçat a exiliar-se a Lodaya. Per raons poc clares Truna Jaya es va unir als pirates makassarians en contra de la Companyia Holandesa de les Índies Orientals i l'aliat d'aquesta, el susuhunan de Mataram; va destruir els ports del nord de Java excepte Jepara i el 1676 es va dirigir cap a l'interior de Java amb les seves tropes entre els quals part de la noblesa de Makassar i es va apoderar de la capital de Mataram, Surabaya. El 1677 Speelman i les forces de Mataran van atacar i ocupar Surabaya, i Truna Jaya va establir la seva nova base a l'antiga vila reial de Kediri a l'est de Java; el mateix any va saquejar el palau (kraton) del susuhunan a Surabaya. Mort el vell rei de Mataram, el seu fill Amengku Rat II (1677-1703) va adoptar mesures radicals contra Truna Jaya i amb suport holandès va ocupar Kediri; Truna Jaya va poder fugir però al final del 1679 fou capturat i executat alguns dies després per orde del susuhunan. Mataram va ocupar Madura oriental (1680) establint governadors a Sumenep i Pamekasan (que van acabar fundant dinasties) i Cakra Adiningrat II va tornar per governar Madura de l'oest, amb Tonjung (Bangkalan) com a nova capital. Des de 1683 l'administració de la part oriental de Madura fou concedida als holandesos, i la cessió formal per part de Mataram es va fer el 1705.
Cakra Adiningrat II va tenir per successor al seu fill Cakra Adiningrat III o Cakraningrat III el regnat del qual fou interromput brutalment per una revolta del seu germà petit R.T. Suroadiningrat qui va esdevenir Cakra Adiningrat IV o Cakraningrat IV i es va oposar a la Vereenigde Oost-Indische Compagnie (Companyia Holandesa de les Índies Orientals) sent forçat per aquesta a exiliar-se a Tanjung Harapan el 1743; la companyia va estendre llavors la sobirania a tota l'illa. Els notables de l'illa van demanar la partició el 1755 i la part occidental fou restaurada a R.A. Secoadiningrat (Cakra Adiningrat V o Cakraningrat V), fill del rei Cakraningrat IV. A Sumenep es va reconèixer al senyor local amb títol de pangeran (des de 1812 panembahan, des de 1825 sultà i des de 1854 altre cop panembahan) i el mateix va passar a Pamekasan un temps després.
El nou rei de Madura de l'oest va traslladar la seu del govern a Sembilangan. A Cakraningrat V el va succeir el seu net panembahan Adipati Cakra Adiningrat VI o Cakraningrat VI que fou assassinat pel seu oncle que va pujar al torn com Adipati Cakra Adiningrat VII o Cakraningrat VII i va traslladar la capital a Arosbaya. Al segle xix van governar tres altres reis de nom Cakra Adiningrat o Cakraningrat (VIII, IX i X).
Després de la guerra de Java el 1825-1830 l'illa va donar suport al pangerang Dipa Negara i els holandesos en represàlia van suprimir part dels poders dels caps locals de Pamekasan i Sumenep. El 1853 el sultanat de Pamekasan al centre-est de l'illa fou annexionat i posat sota domini holandès directe, i el va mateix es va fer amb el regne de Sumenep el 1879. El 1882 va morir el panembahan de Madura de l'oest Cakra Adiningrat X i després d'un interregne finalment el 1885 tota l'illa fou declarada sota el domini holandès directe.

### Reis de Madura-Bangkalan (des de 1762 panembahans, des de 1808 sultans, des de 1847 altre cop panembahans)
- 1624 - 1648 Cakra Adiningrat I (Anga Dipa)
- 1648 - 1671 Cakra Adiningrat II
- 1671 - 1679 Truna Jaya
- 1679 - 1683 a Mataram
- 1683 - 1707 Cakra Adiningrat II (segobna vegada, a l'oest; l'est sota administració per la Companyia Holandesa de les Índies Orientals fins al 1705 i cedida formalment aquest any)
- 1707 - 1718 Cakra Adiningrat III
- 1718 - 1743 Cakra Adiningrat IV
- 1743 - 1755 Companyia Holandesa de les Índies Orientals (est i oest)
- 1755 - 1762 Cakra Adiningrat V (+1770)
- 1762 - 1770 Cakra Adiningrat V
- 1770 - 1780 Cakra Adiningrat VI
- 1780 - 1815 Cakra Adiningrat VII (+1815)
- 1815 - 1847 Cakra Adiningrat VIII (+ 1847)
- 1847 - 1863 Cakra Adiningrat IX
- 1863 - 1882 Cakra Adiningrat X (+ 1882)
- 1882 Annexió per Holanda

### Regents de Madura Bangkalan
- 1885 - 1905 Pangeran Suryonegoro (Cakra Adiningrat XI)
- 1905 - 1918 R.A.A. Suryonegoro
- 1918 - 1945 Raden Ario Suryowinoto
- 1945 - 1956 R.A. Moh. Zis Cakraningrat
- 1956 - 1957 R.A. Moh. Roeslan Wongsokusumo
- 1957 - 1959 R.A. Abd. Karim Brodjokusumo
- 1959 - 1965 R.P. Moh. Noer
- 1965 - 1969 Abd. Manan Priyonoto
- 1969 - 1971 R.P. Machmud Suroadiputro
- 1971 - 1982 Jacky Sudjaki
- 1982 - 1988 Sumarwoto
- 1988 - 1991 Abdul Kadir
- 1991 - 1993 Ernomo
- 1993 - M. Djakfar Syafei

### Reis de Sumentep (pangerans fins a 1812, panembahans 1812-1825, sultans 1825-1854, panembahans 1854-1879)
- 1767 - 1812 Tirta Negara II Natakusuma I
- 1812 - 1825 Adipati Natakusuma II
- 1825 - 1854 Adipati Natakusuma II Paku Nataningrat
- 1854 - 1879 Natakusuma III
- 1879 - 1901 regent: Pangeran Ario Paku Nataningrat (interí fins a 1883)

### Sultans de Pamekasan
- 1804 - 1842 Mangku Adiningrat
- 1842 - 1853 Adiningrat
- 1883 - 1929 regent: Raden Tumenggung Ario Prabowinoto
- 1929 - 1945 regent: Raden Adipati Ario Samdikoen

### Madura part d'Indonèsia
En la guerra de la independència que va seguir la II Guerra mundial, Madura fou part del territori de la república d'Indonèsia tal com fou reconeguda pel tractat de Linggajati de 1947. El 23 de gener de 1948 l'illa fou constituïda en un dels estats de la federació (Negara Madura = Estat de Madura) que fou suprimit pel règim d'Indonèsia quan va optar per la república unitaria el 1950.
Vegeu. Estat de Madura.

## Banderes i escut de Madura
Les banderes reials de Madura Bangkalan (oest) eren de color groc. Estaven rodejades formant un marc d'unes rames amb fulles verdes i al centre l'escut reial que dataria de vers 1780. L'escut propi era de sable amb l'Anak Roda al centre (que era l'emblema personal del rei de Cakra Adiningrat VII, i al damunt d'aquesta un signe similar a un "7"; sobre l'escut la corona reial daurada (folrada de sable); als costats uns llambrequins d'or a manera de suports i el lema en sable sobre cintes de plata: "TJOKROADIENENGRAT" al centre part del davant, i "PANEM a l'esquerra, BAHAN, al centre a la part del darrere, i VAN MADURA" a la dreta; darrere la cinta quatre flors de color rosa, una al damuny i tres a sota (en línia) amb un fons de fulles de colors sinople. La bandera del regent en comptes de l'escut portava només l'Anak Roda. Hi ha constància de la utilització durant el sultanat d'una bandera groga amb marc vermell que portava al centre un tigre matant un home i quatre Anak Roda una en cada cantó.
Es coneixen també no menys de deu banderes militars, nou d'elles negres amb marc groc i diverses figures (un elefant i la resta semblen figures mitològiques) sempre amb quatre Anak Roda (una en cada cantó) daurades; la darrera bandera militar és blanca amb marc groc i un segon marc format per fulles verdes, amb un escut blau amb lleó daurat sostingut per dos lleons daurats, i corona reial a sobre, rodejat en cercle per branques de llorer i de canya i el nom de la dinastia sota, i a la part inferior al pal la Anak Roda daurada i un número 7; una altra similar blanca amb marc groc i segon marc de fulles verdes, inclou la corona reial i sota ella un monograma; més a sota "Kompachie Houssar en - Van Madura - Tjokroadienengrat (nom dinàstic en neerlandès). Al cantó de la part inferior del pal l'Anak Roda daurada i un número 7.